# Kriegerdenkmal Dalena

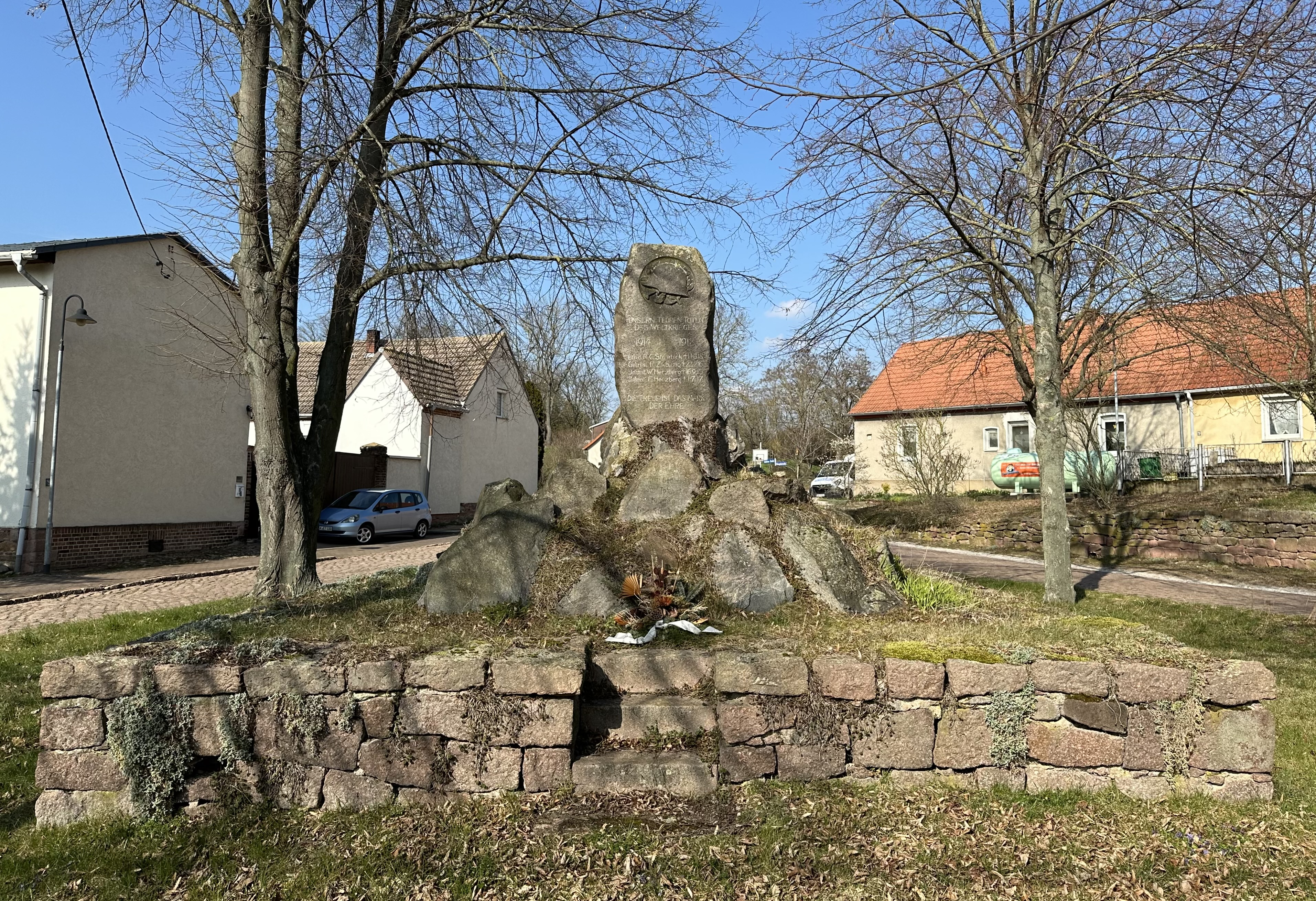
Kriegerdenkmal Dalena, 2024

Das Kriegerdenkmal Dalena ist ein denkmalgeschütztes Kriegerdenkmal im zur Stadt Wettin-Löbejün in Sachsen-Anhalt gehörenden Dorf Dalena.

## Lage
Das Denkmal steht im Ortszentrum von Dalena auf dem Dorfplatz an der Hauptstraße.

## Architektur und Geschichte
Das Kriegerdenkmal wurde zur Erinnerung an die im Ersten Weltkrieg aus Dalena Gefallenen errichtet. Es besteht aus einer auf einem Sockel errichteten Anlage aus Bruchsteinen, in die ein Gedenkstein integriert ist. Am oberen Ende des Gedenksteins befindet sich die laubumkränzte Reliefdarstellung eines Stahlhelms. Darunter befindet sich die weiße Inschrift mit der namentlichen Nennung von vier Gefallenen und dem jeweiligen Todesdatum:
UNSERN TEUREN TOTEN

DES WELTKRIEGES

1914 + 1918

Ltn.d.R. C. Steinbick † 14.3.18

Gefreit. F. Zwanzig † 22.2.16

Jnfant. W. Herzberg † 16.9.15

Jnfant. F. Herzberg † 1.7.17

DIE TREUE IST DAS MARK

DER EHRE

Unterhalb des Gedenksteins wurde später auf einem der Bruchsteine eine weitere Inschrift aufgebracht:
Zum Gedenken

der Toten aller

Kriege und

Gewaltherrschaften

Im Denkmalverzeichnis des Landes Sachsen-Anhalt ist das Kriegerdenkmal unter der Erfassungsnummer 094 55097 als Baudenkmal verzeichnet.